# Zielona szkoła
Zielona szkoła – forma realizacji programu nauczania w szkole (najczęściej w szkole podstawowej), w trakcie kilkudniowego wyjazdu całego oddziału wraz z nauczycielami do miejscowości posiadających walory przyrodnicze lub uzdrowiskowe. Wyjazd powinien stanowić kontynuację zajęć prowadzonych w trakcie normalnego toku nauczania.
Forma realizowana zimą przybiera nazwę biała szkoła.
Typowe miejsca, w których odbywają się zajęcia zielonych szkół to ośrodki leśne, nad jeziorem, na wsi, również nad morzem i w górach. Zajęcia trwają z reguły kilka dni i odbywają się wyłącznie w okresie nauki szkolnej, o ile są organizowane przez szkoły. Szkoły letnie organizują operatorzy turystyczni.

## Zadania szkoły podczas organizacji zajęć pozalekcyjnych
Szkoła organizując zieloną szkołę musi uwzględnić założenia jakie obowiązują wszelkie formy zajęć pozalekcyjnych. Są to:
- zapewnienie uczniom odpoczynku i możliwości zregenerowania sił fizycznych i psychicznych, co nakłada odpowiednie zróżnicowanie zajęć, które powinny być odmienne od tych, które organizowane są w szkole
- sprawowanie opieki zarówno wychowawczej jak i dydaktycznej
- wzbudzanie i kształtowanie zainteresowań uczniów, a także rozwijanie zainteresowań
- rozwój kreatywności uczniów
- rozwijanie uspołecznienia i pracy uczniów w grupach oraz przyuczenie do spełniania określonych ról w społeczeństwie
- praca indywidualna nad poszczególnymi członkami zespołu, rozwój więzi ze szkołą, nauczycielami i kolegami[3]
- integracja uczniów[4].

## Organizacja
Zielone szkoły są organizowane według zasad rozporządzenia Ministra Edukacji Narodowej z dnia 30 marca 2016 r. w sprawie wypoczynku dzieci i młodzieży. Jeden nauczyciel może opiekować się najwyżej dwudziestoma uczniami. Najważniejszą rolę pełni nauczyciel, odpowiedzialny za przeprowadzenie zajęć zarówno edukacyjnych jak i innych, np. sportowych. Jest również organizatorem i koordynatorem, odpowiedzialny zarówno za sprawy merytoryczne, jak i logistyczne, takie jak zakwaterowanie i wyżywienie.
Zielona szkoła nie jest szkolną wycieczką; od wycieczki różni ją nie tylko organizator (nie musi być nim szkoła), ale również program. Wycieczka jest nastawiona głównie na zwiedzanie, podczas gdy zielona szkoła realizuje materiał dydaktyczny oraz skupia się na aktywnym wypoczynku. Zielona szkoła różni się również od kolonii, gdyż jej głównym zadaniem jest promowanie zdrowego trybu życia, podczas gdy kolonie nastawione są na zabawę i odpoczynek.
Czas trwania zielonej szkoły nie jest precyzyjnie limitowany. Zgodnie z zaleceniami branżowymi wyjazd uczniowski, niezależnie od jego celu i programu, powinien trwać dla klas I - III jeden dzień, dla klas starszych może trwać kilka dni.